# Linda Perry
Linda Perry (Springfield, 15 aprile 1965) è una cantautrice, produttrice discografica e musicista statunitense.
All'inizio degli anni novanta divenne famosa come leader del gruppo 4 Non Blondes, che ha dato vita ad un solo album, Bigger, Better, Faster, More!, in cui spicca la hit What's Up?. Successivamente intraprese una carriera solista e come produttrice che la vide produrre e scrivere canzoni per Pink, Christina Aguilera, Alicia Keys, Gwen Stefani, Enrique Iglesias e tanti altri. Possiede una propria etichetta discografica, la Custard Records, che è diventata famosa per aver lanciato la carriera del cantante britannico James Blunt.
Dal 2010 riprende l'attività di cantante e musicista fondando il gruppo Deep Dark Robot. Nel 2015 è stata introdotta nella prestigiosa Songwriters Hall of Fame.

## Biografia
Linda Perry è nata a Springfield, in Massachusetts. Crescendo in una famiglia artistica e musicale, Perry mostra l'interesse per la musica fin dalla tenera età. Nonostante le malattie renali e poi la tossicodipendenza, continua a concentrarsi sulla musica.

### 1987-89: Gli inizi della carriera
Nei primi mesi del 1986, all'età di 21 anni, si trasferisce a San Francisco. Perseguendo il suo interesse per la musica, suona la chitarra e fa audizioni per cover band. Il suo arrivo a San Francisco ha segnato l'inizio della sua carriera nella musica. A San Francisco, Perry ha vissuto in una piccola stanza senza finestre, iniziò anche a cantare le sue canzoni nelle strade cittadine. Alla fine, la gente cominciò a riconoscerla come «quella ragazza con la grande voce» («that chick with the big voice»).

### 1989-1995: 4 Non Blondes
Dopo qualche tempo trascorso a fare gavetta come cantante solista in vari club e caffetterie della Bay Area (San Francisco), Perry compone la sua prima canzone, chiamata Down On Your Face, e viene reclutata nella band 4 Non Blondes dalla sua fondatrice Christa Hillhouse nel 1989. Dopo vari anni di trattative con diverse case discografiche, la band finalmente firma con la Interscope Records e pubblica il suo album di debutto Bigger, Better, Faster, More! il 13 ottobre 1992. Il disco ottiene grande successo, sulla scorta del singolo What's Up?, sino ai vertici delle classifiche mondiali del 1993.
Sul finire del 1994, Perry lascia il gruppo per intraprendere la carriera solista. Il complesso ha registrato un ultimo video, per una cover di Misty Mountain Hop dei Led Zeppelin con Dave Navarro alla chitarra.

### 1996-2010: Carriera solista
Nel 1996 inizia la carriera solista pubblicando due album In Flight (1996) e After Hours (1999).

### 2000-oggi: Produzione e composizione
Dal 2000 in poi, intraprende l'attività di produttrice ed autrice per altri artisti. Ha prodotto prima il singolo Get the Party Started di P!nk. In seguito ha lavorato con Christina Aguilera a cui ha prodotto tre album (Stripped, Back to Basics e Bionic). Sue sono musica e parole della canzone Beautiful. Ha prodotto anche gli album di Pink (cantante), Courtney Love e il debutto solistico di Gwen Stefani, di cui è coautrice del brano What You Waiting For?. Nell'album del cantante Adam Lambert è autrice del brano A Loaded Smile.
Nell'album Back to Basics di Christina Aguilera è significativa la sua collaborazione nel brano Hurt. Ha collaborato all'album dell'artista R&B Alicia Keys dal titolo As I Am, in particolare nel brano Superwoman, il quarto singolo estratto, e all'album Taking Chances di Céline Dion, di cui è autrice di vari brani, in particolare My Love. Ha collaborato anche all'album dell'Aguilera, Bionic, di cui ha scritto e prodotto il brano Lift Me Up. Ha poi scritto i brani La scala (The Ladder) e Cuore assente (The la la song) inclusi nell'album d'esordio di Giusy Ferreri, Gaetana.
Linda Perry ha anche co-scritto la canzone Can't Let Go, inserita come traccia bonus nell'edizione delux dell'album 25 (Adele). Perry contribuì suonando il pianoforte, producendo e prestandosi come fonico per il brano.
Perry ha inoltre lavorato come produttrice ed autrice per Jewel, Courtney Love, Gwen Stefani, Alicia Keys, Céline Dion, Blaque, Sugababes, Lillix, Robbie Williams, Melissa Etheridge, Sierra Swan, Solange Knowles, Gavin Rossdale, Juliette and the Licks, Lisa Marie Presley, Fischerspooner, Unwritten Law, LP (cantante), Kelly Osbourne, James Blunt, Cheap Trick, Ben Jelen, Enrique Iglesias, Giusy Ferreri, KT Tunstall e Dolly Parton.
Nel 2003 Perry vinse due premi ASCAP per la composizione e la canzone Beautiful (Christina Aguilera) fu nominata ai Grammy Award come canzone dell'anno. Nel 2004 la stessa canzone vinse il premio come miglior performance vocale femminile ai Grammy Awards dello stesso anno.
È stata nominata come produttrice dell'anno ai Grammy Awards del 2019 per il suo lavoro sulla colonna sonora del documentario Served Like a Girl, il nuovo album della rock band statunitense Dorothy 28 Days in the Valley e la cover di Harder, Better, Faster, Stronger cantata e suonata da Willa Amai.
Nello stesso anno la canzone Girl in the Movies, co-scritta con Dolly Parton per il film di Netflix Dumplin, è stata nominata ai Golden Globe 2019 come miglior canzone originale.
Nel 2021 ha composto la colonna sonora del film documentario Kid 90.

## Vita privata
Apertamente lesbica, Linda ha iniziato una relazione con l'attrice Sara Gilbert nel 2011. Hanno annunciato il loro fidanzamento nel mese di aprile 2013 e si sono sposate il 30 marzo 2014. La Gilbert ha dato alla luce il loro primo figlio Rhodes Emilio Gilbert Perry, il 28 febbraio 2015. Il 30 dicembre 2019, si separano ufficialmente, dopo cinque anni di matrimonio.

## Discografia

### 4 Non Blondes
- 1992 – Bigger, Better, Faster, More!

### Solista
- 1996 – In Flight
- 1999 – After Hours

### Deep Dark Robot
- 2011 – 8 Songs About a Girl